# Fyren mellan haven
Fyren mellan haven (engelsk originaltitel: The Light Between Oceans) är en amerikansk dramafilm, skriven och regisserad av Derek Cianfrance och baserad på romanen med samma namn av M.L. Stedman. Filmens protagonister spelas av Michael Fassbender, Alicia Vikander och Rachel Weisz. Filmen hade internationell premiär den 2 september 2016 och svensk premiär den 23 september 2016.

## Synopsis
Tom Sherbourne (Fassbender), en fyrvaktare, och hans fru Isabel (Vikander) lever vid kusten i västra Australien. En dag hittar de en död man och ett ensamt spädbarn i en livbåt som blivit uppspolad på stranden. De bestämmer sig snabbt för att ta sig an den lilla flickan som sitt eget barn. Några år hinner passera innan de stöter på en kvinna (Weisz) som har förlorat sin dotter och sin man till sjöss under samma tid som Tom och Isabel hittade sin bebis ... 

## Skådespelare (urval)
- Alicia Vikander – Isabel Sherbourne
- Michael Fassbender – Tom Sherbourne
- Rachel Weisz – Hannah Roennfeldt
- Bryan Brown – Septimus Potts